# Cabezón de Cameros
Cabezón de Cameros és un municipi situat en la conca del riu Leza, en la comarca del Camero Viejo, de La Rioja (Espanya).
Està situat al costat de la Carretera LR-250 a 43 quilòmetres de Logronyo, a una altura de 916 metres sobre el nivell del mar.
En 2005 havia 24 habitants empadronats (19 barons i 5 dones, sent el quart municipi espanyol amb major proporció de població masculina). La població real creix considerablement els caps de setmana i en vacances, ja que hi ha moltes cases arreglades.